# Caicedo de Yuso
Caicedo de Yuso es un concejo del municipio de Lantarón, en la provincia de Álava, País Vasco, España.

## Comunicaciones
El pueblo es atravesado por una sola carretera, la A-4323, con las direcciones siguientes:
- Sur: Se dirige directamente hacia el río Ebro y en dirección hacia Miranda de Ebro, La Rioja y Burgos. También es la ruta más cómoda y corta en tiempo hacia Vitoria, la capital de la provincia.
- Norte: Una vía teóricamente camino rural pero perfectamente asfaltado y en muy buen estado sale desde la zona de la fuente del pueblo en dirección norte, hacia el Lago de Caicedo Yuso, Salinas de Añana y Vitoria.

## Historia
La primera mención histórica a Caicedo es del siglo XI en el Fuero de Miranda de Ebro, ciudad a la que perteneció. También aparece documentado que tuvo judería.
A mediados del siglo XIX, el lugar, por entonces parte del ayuntamiento de Salcedo, tenía contabilizada una población de 80 habitantes. La localidad aparece descrita en el quinto volumen del Diccionario geográfico-estadístico-histórico de España y sus posesiones de Ultramar de Pascual Madoz de la siguiente manera:

CAICEDO YUSO: l. en la prov. de Alava (6. leg. á Vitoria), part. jud. de Añana (1), aud. terr. de Burgos, c. g. de las prov. Vascongadas, dióc. de Calahorra (19), ayunt. de Salcedo (3/4): sit. en cuesta y combatido principalmente por los aires del N., sin embargo de los cual el clima es templado y bastante sano, siendo las enfermedades mas comunes algunas perlesias. Tiene 30 casas, escuela de primeras letras dotada con 21 fan. de trigo, á la que asisten 30 niños de ambos sexos; una parr. (Ntra. Sra. de la Asuncion) servida por 3 beneficiados, 2 de ellos con titulo de cura; otra igl. llamada monast. de San Miguel, cerrada al culto público y de propiedad particular; y una fuente de buenas aguas para surtido del vecindario. Confina el térm. N. Villambrosa; E. Leciñana del Camino; S. r. Ebro, y O. Alcedo; de cuyos puntos dista 1/2 leg. poco mas ó menos. En esta circunferencia existe una hondonada ú hoya donde hay una ermita titulada Ntra. Sra. del Lago, porque está contigua á una gran laguna bastante profunda, en la cual se crian truchas, anguilas y tencas. Y al lado del camino real que dirige desde Vizcaya á la prov. de Logroño, hay una venta llamada Antepardo con su correspondiente ermita. El terreno participa de monte y llano, pudiéndose reputar como de segunda clase; abraza algunos trozos poblados de árboles de distintas especies, apropósito para edificios y para combustible. Los caminos, ademas del ya indicado, son locales y en mediano estado. El correo se recibe de Miranda de Ebro por baligero 3 veces á la semana. prod.: trigo, cebada, centeno, avena, legumbres, hortaliza y algunas frutas; se cria ganado mular, vacuno, de lana y cabrio; y hay caza de liebres, perdices y otras aves. pobl.: 23 vec., 120 alm. riqueza y contr. con su ayunt.
(Madoz, 1846, p. 234)

Hasta el año 1978 pertenecía al municipio de Salcedo. Fue conocido por sus minas de sal y sus ruinas romanas.

## Despoblado
Forma parte del concejo el despoblado de:
- Caicedo de Suso.[3]

Forma parte del concejo una fracción del despoblado de:
- Lagos.[4]

## Demografía
| Gráfica de evolución demográfica de Caicedo de Yuso entre 2000 y 2017 |
|                                                                       |
| Población de derecho según los censos de población del INE.           |

## Cultura

### Patrimonio material

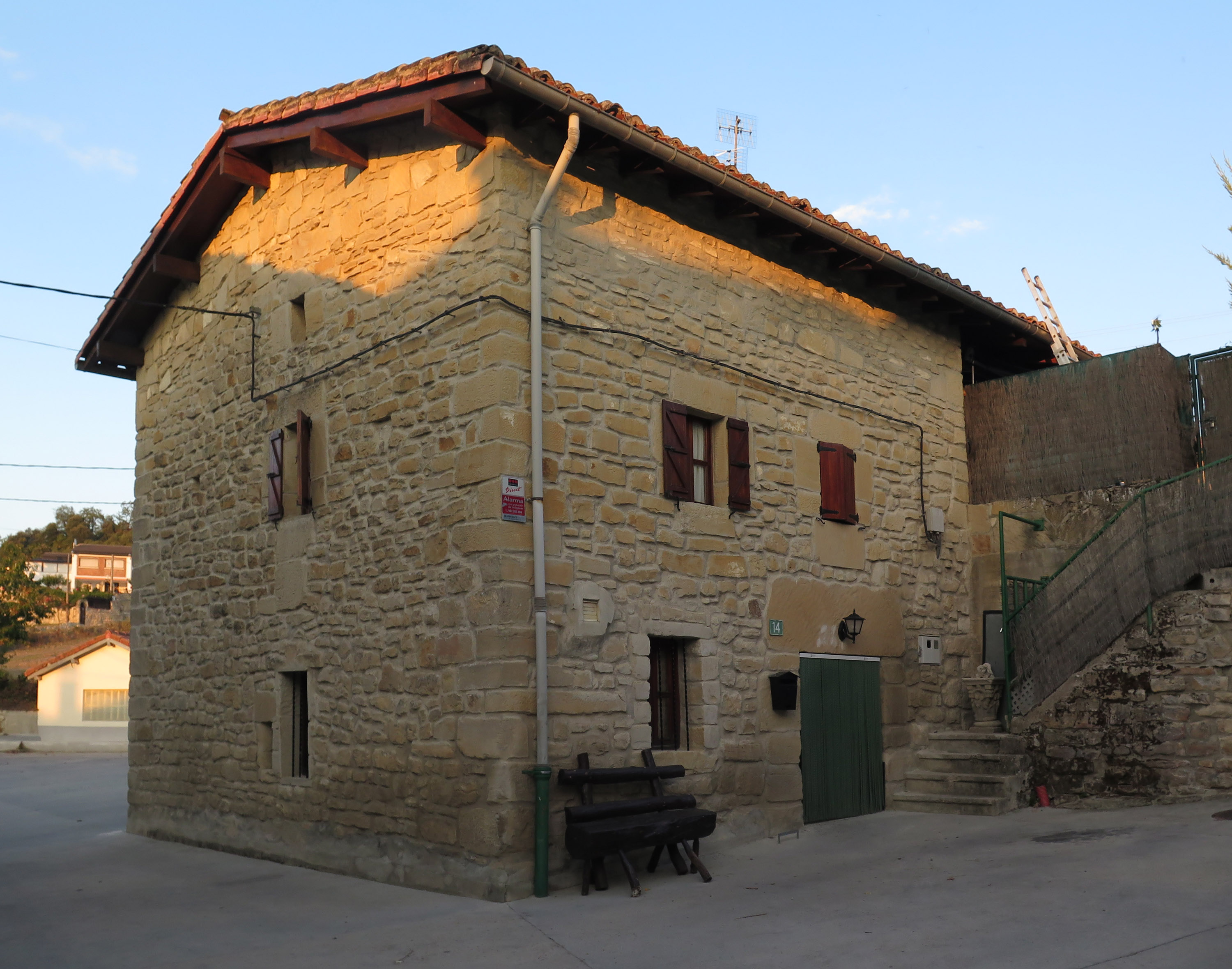
Casa de la zona central del pueblo de Caicedo

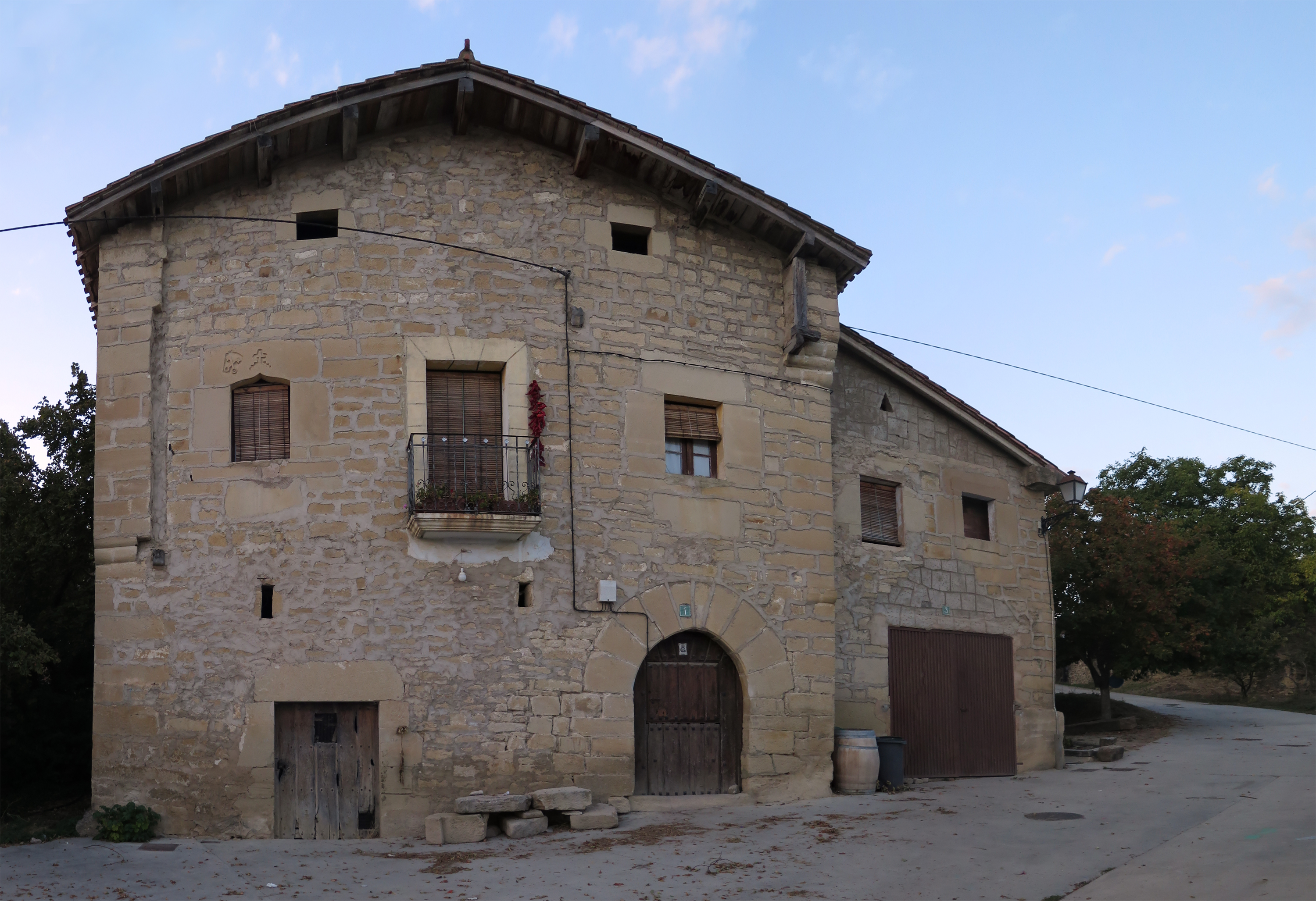
Caserío típico en buen estado en la zona alta del pueblo

- Iglesia de la Asunción. En 2017 estaba en estado muy delicado de conservación. No se permitía el acceso al mismo por su peligro de derrumbe. Toda la iglesia ha estado pintada, tanto paredes como bóvedas y sus claves. Gran parte de esta policromía original seguramente se conserva debajo de los sucesivos encalados. También son interesantes los restos de pintura original que se conserva en las capillas laterales y la grisalla de la cabecera. Es interesante lo que queda de la mesa del altar, los laterales policromados. También interesa el sagrario bajomedieval.[6]
- Fuente-abrevadero-lavadero. La tripleta de servicio se ubica en un lugar central de la población, en plaza.[7]
- Juego de bolos. Edificio en zócalo de mampostería y base superior en hormigón, ubicado en la calle que desemboca en la plaza.[8]

- Ermita de San Miguel, en estado ruinoso y sin parte de su cubierta, aunque también todavía en pie. Se encuentra saliendo del pueblo en dirección sur, en la zona más baja del pueblo, en el camino a Fontecha.[9]
- Ermita de Nuestra Señora del Lago, junto al Lago de Caicedo Yuso, y a poco más de un kilómetro al norte. Construcción rústica de planta rectangular, que fue iglesia del antiguo poblado de Lagos.[10]
- Necrópolis de la Magdalena.[11]
- Antiguo hospital. Hoy no queda recuerdo de la existencia de un antiguo hospital en la localidad.[12]

### Patrimonio inmaterial
- San Isidro, 15 de mayo.[13]
- Romería de la Virgen del Lago. Caicedo-Yuso (Lantarón), el 1 de junio.[14]

### Personajes ilustres
- Luis (Koldo) Larrañaga Juaristi (1923-2017), sacerdote guipuzcoano asentado en el municipio los últimos 30 años de su vida y que realizó una gran labor a favor del euskera en la cuadrilla de Añana, así como un gran entendido y difusor del cine vasco.[15][16]